# Monte Luofu

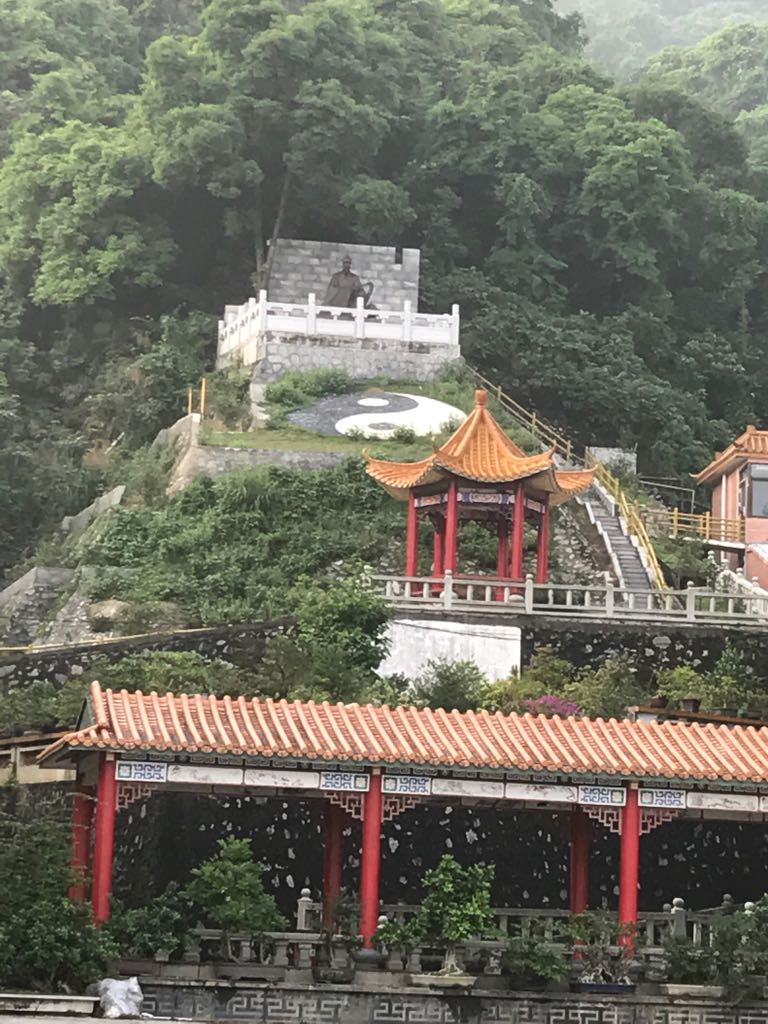
Tempio taoista sul monte Luofu

Il monte Luofu (cinese semplificato: 罗浮山; cinese tradizionale: 羅浮山; pinyin: Luófú Shān) è una montagna sacra cinese situata nella città di Huizhou, nella provincia di Guangdong.